# Пото
Пото (Perodicticus potto) е вид примат от семейство Лориеви (Lorisidae). Видът не е застрашен от изчезване.

## Разпространение и местообитание
Разпространен е в Ангола, Бенин, Бурунди, Габон, Гана, Гвинея, Демократична република Конго, Екваториална Гвинея, Камерун, Кения, Кот д'Ивоар, Либерия, Нигерия, Руанда, Сиера Леоне, Того, Уганда и Централноафриканска република.
Обитава гористи местности, влажни места, склонове, крайбрежия и плажове в райони с тропически климат, при средна месечна температура около 24,4 градуса.

## Описание
На дължина достигат до 32 cm, а теглото им е около 1,1 kg. Дължината на опашката им е около 5,6 cm, а тази на ушите – към 2,6 cm. Имат телесна температура около 36,1 °C.
Продължителността им на живот е около 26,8 години. Популацията на вида е стабилна.